# Oszmán dinasztia
Az Oszmán dinasztia (törökül: Osmanlı Hanedanı) az Oszmán császári ház tagjaiból állt, más néven oszmánok (törökül: Osmanlılar). Az oszmán hagyomány szerint a család az oguz törökök Kayı törzséből származott I. Oszmán alatt Anatólia északnyugati részén, Bilecik járásban, Söğütben. Az I. Oszmánról elnevezett Oszmán dinasztia 1299-től 1922-ig.
A Birodalom történetének nagy részében a szultán volt az abszolút régens, az államfő és a kormányfő, bár a hatalom nagy része gyakran más tisztviselőkre, például a nagyvezírre szállt át. A késői Birodalom első (1876–78) és második alkotmányos korszakában (1908–20) az alkotmányos monarchiára való átállás történt, a nagyvezír kormányfőként miniszterelnöki szerepet töltött be, és megválasztott tábornokot vezetett.
A török szabadságharc idején 1922. november 1-jén a császári családot leváltották a hatalomból, a szultánságot pedig felszámolták. A következő évben kikiáltották a Török Köztársaságot. A dinasztia élő tagjait kezdetben personae non-gratae néven száműzetésbe küldték, bár néhányuknak megengedték, hogy visszatérjenek és magánpolgárként éljenek Törökországban. A család jelenlegi formájában Osmanoğlu családként ismert.

## Fordítás
Ez a szócikk részben vagy egészben  az   Ottoman dynasty című angol Wikipédia-szócikk ezen változatának fordításán alapul.  Az eredeti cikk szerkesztőit annak laptörténete sorolja fel. Ez a jelzés csupán a megfogalmazás eredetét és a szerzői jogokat jelzi, nem szolgál a cikkben szereplő információk forrásmegjelöléseként.